# Hollow (canción de Alice in Chains)
«Hollow» es el primer sencillo de la banda estadounidense de grunge Alice in Chains deprendido de su quinto álbum de estudio, The Devil Put Dinosaurs Here, lanzado el 28 de mayo de 2013. El 18 de diciembre de 2012, la banda estrenó la canción en YouTube mediante un video lírico. Este contiene imágenes estáticas subidas por los fanáticos a través de Instagram. El video musical oficial estuvo dirigido por Robert Schober conocido también como Roboshobo. La canción estuvo disponible en descarga digital el 8 de enero de 2013.

## Estilo
El sitio web Musically Diversified describe a "Hollow" como una "mezcla de stoner o doom metal y grunge" que comienza con un poco de feedback y de pronto se lanza un coro totalmente "empapado" de grunge riff acompañado de tambores pesados y el bajo. Esta introducción concluye y la canción entra en un género sludge o stoner metal-influenciado, verso donde los instrumentos dan un paso letárgico donde se mantiene apretada por la sección rítmica de Mike Inez y Sean Kinney. Pero entonces el coro entra y toma posiciones con Jerry Cantrell y las voces armonizadas de William DuVall. Esta secuencia se repite una vez más y entonces el oyente consigue un buen solo de guitarra en el minuto 3:43. Este solo continúa hasta que llegamos a otra estrofa y el estribillo que marca el final de la canción.

## Posicionamiento en listas
| País           | Lista (2013)          | Mejor posición |
| -------------- | --------------------- | -------------- |
| Canadá         | Active Rock           | 19             |
| Canadá         | Alternative Rock      | 21             |
| Estados Unidos | Alternative Songs     | 23             |
| Estados Unidos | Mainstream Rock Songs | 1              |
| Estados Unidos | Rock Songs            | 37             |

| Anterior: «Stand Up» de All That Remains «Bones» de Young Guns | Mainstream Rock Tracks — Sencillo Nro 1 2 de marzo de 2013 — 23 de marzo de 2013 30 de marzo de 2013 — 13 de abril de 2013 | Siguiente: «Bones» de Young Guns «Freak Like Me» de Halestorm |